# 極超音速機

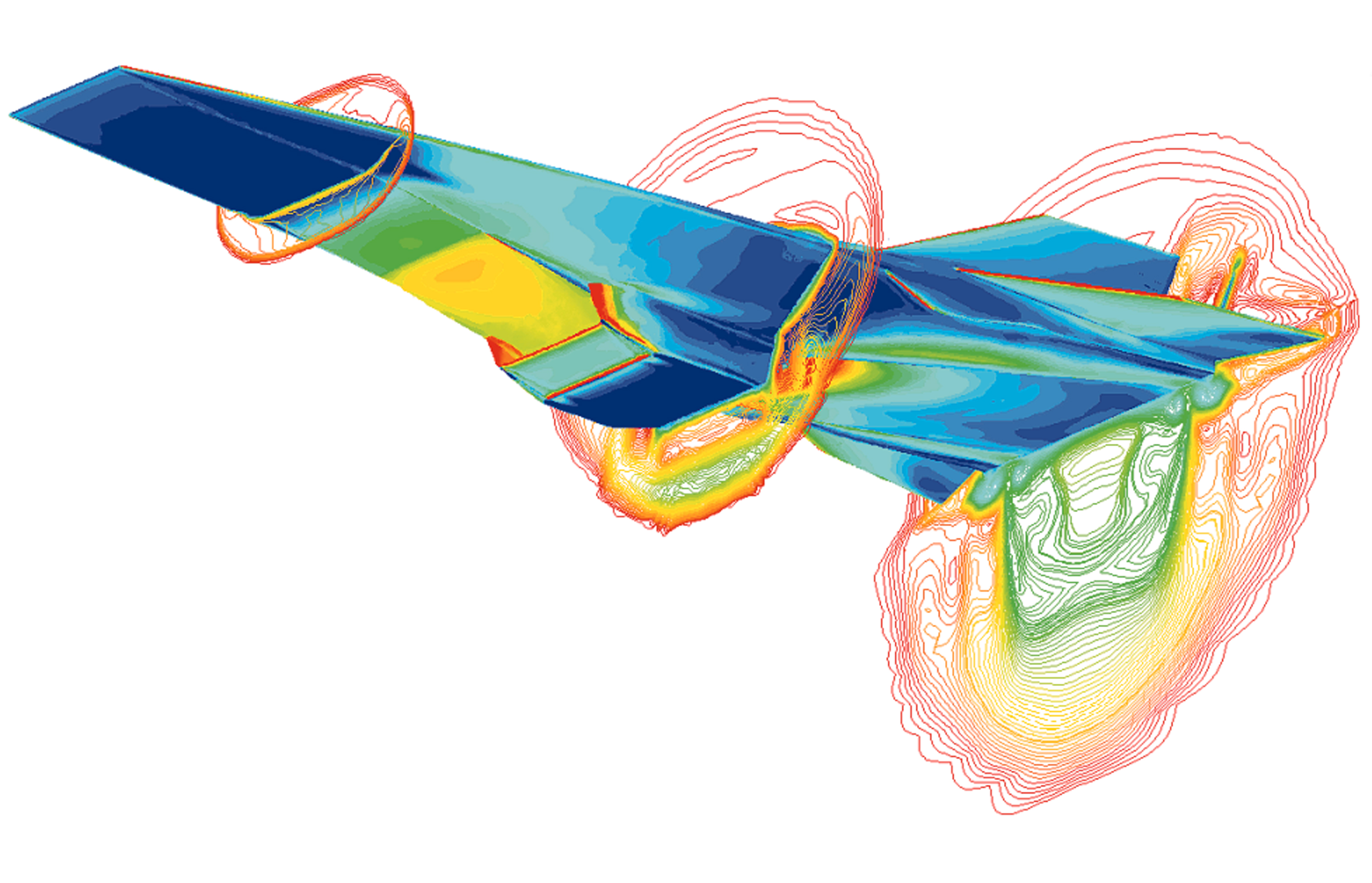
マッハ7到達時のコンピュータ計算による流体解析の等高線図

極超音速機（ごくちょうおんそくき）とはマッハ5.0以上の極超音速:ハイパーソニック（Hypersonic Speed）で飛行する航空機である。なお極超音速の定義に関しては確固たるものはなく、複数存在する。最も簡潔なものがマッハ5.0以上とするもの。他にはよどみ点温度がHigh Temperature Effectを誘発するほど高くなってきたところとするもの、また流体の運動エネルギーが内部エネルギーを大きく上回るところとするもの、などがある。ただしいずれもおよそ同じような定義になる。

## 概要

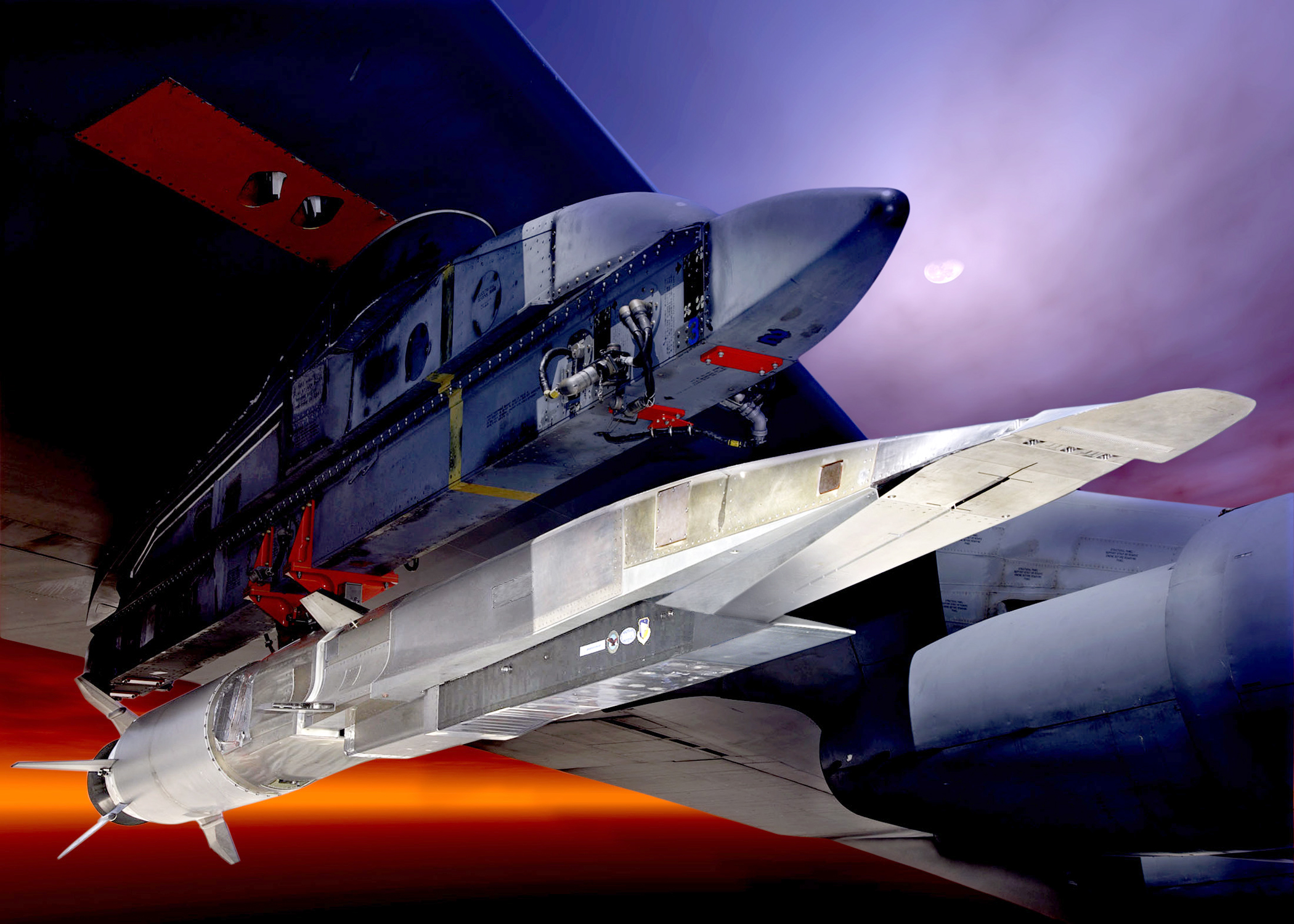
B-52の翼下に懸架されたX-51

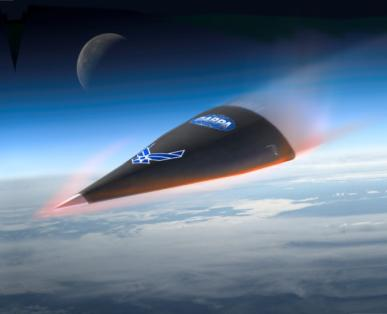
大気圏再突入時のFalcon HTV2の概念図

マッハ数5.0以上で飛行する航空機が対象となる。スペースシャトルの再突入時なども広義には超音速に含まれるが、極めて特殊な現象が生じるため、取り扱う理論も違ってくる。静圧である高高度の大気圧と、（高マッハ数が示すように）非常に大きな運動エネルギーを合わせると、よどみ点圧力は大変高くなる。同様の理由でよどみ点温度も大変高くなる。さらに特筆すべき特徴として
1. 衝撃波が物体表面に近づくことによって衝撃波層が生じること
2. 物体表面付近の流れに関して、物体先端部での断熱圧縮および物体表面における粘性による減速によって極めて高温となることで、その組成が変化すること
3. 流れに平行な薄板であっても強い衝撃波が生じること

などが挙げられる。
空力加熱から機体を守るためには特殊な熱防護システムが必要となり、再生冷却等、さまざまなタイプのものが考案され研究が行われている。エンジンは基礎研究の段階でスクラムジェットや空気液化サイクルエンジンや可変サイクルエンジンを使用する。燃料は水素のような火炎伝播速度の速い燃料の使用が不可欠になる。ただし水素は液体燃料として運ぶためには高コストな冷却システムが必要であるため、他の燃料を用いるための様々な研究が盛んに行われている。
実験には極超音速に対応した風洞が必要となる。様々な極超音速風洞が存在するが、実験に十分な流れの継続時間を確保し、実際の飛行中のような大変高いよどみ点温度とよどみ点圧力、流れの組成をすべて模擬できる風洞は存在しない。

## 主な極超音速機
- X-15 - 1967年10月3日に行われた188回目の飛行試験で、7,274km/h (マッハ6.7)の最高速度を記録した。
- X-43 - 2004年11月16日に行われた3回目の飛行試験で12,144km/h (マッハ9.68)の最高速度を記録した。
- X-51 - 2013年5月1日に行われた4回目の飛行実験で5,400 km/h (マッハ5.1)の最高速度を記録した。
- HYFLEX - 1996年2月12日に打ち上げられた日本の宇宙開発事業団の極超音速飛行実験機
- RLV-TD - 2016年5月23日に打ち上げられたインド宇宙研究機関の極超音速飛行実験機
- XS-1 - 米国の国防高等研究計画局が開発中の再使用型の1段目ブースター
- MD-22 - 中国が開発中の極超音速飛行実験機

### ロケット
広義には、宇宙ロケットや弾道ミサイルも、大気圏を飛んでいる間は超音速機といえる。スペースシャトルはX-43に記録更新されるまで、世界最速の航空機として、ギネスブックに登録されていた。
日本では、宇宙航空研究開発機構が2022年7月24日に、極超音速型エンジンの研究のための観測ロケット S520RD1 号機を内之浦宇宙空間観測所から打ち上げて成功させている。

### 兵器
各国ではミサイル防衛網の突破を狙い、ブースターで極超音速まで加速後、目標まで低空を滑空し突入する極超音速兵器の開発が行われている。
- Falcon HTV2 - アメリカ
- DF-ZF - 中国
- アバンガルド - ロシア
- Kh-47M2 キンジャール - ロシア
- 3M22 ツィルコン - ロシア